# Gotse Delchev
Gueorgui Nikolov Delchev (en Idioma búlgaro: Георги Николов Делчев), más conocido como Gotse Delchev (Гоце Делчев) fue un revolucionario búlgaro que perteneció al movimiento independentista macedonio Organización Interna Revolucionaria de Macedonia (OIRM).

## Biografía
Nació el 23 de enero de 1872 (jul.) en Kukush, Macedonia (Kilkis). Realizó su educación primaria en su ciudad natal antes de asistir sus estudios de bachillerato en Salónica, especializándose en la literatura y las ciencias sociales.
Posteriormente, Delchev desarrolló un interés en las disciplinas científicas cuando se alistó a una academia militar en Sofía, de la cual fue expulsado por sus opiniones socialistas. Después de ser expulsado de la academia, trabajó como profesor en una escuela en la población de Novo Selo, cerca de Štip, en la actual Macedonia del Norte.
Después, Delchev ingresó en 1895 a la OIRM presentándose al Congreso de Sofía, una de sus primeras reuniones oficiales. La participación de Delchev en la OIRM fue relevante para este grupo armado, ya que estuvo a favor de los enfrentamientos en contra del Imperio otomano; los cuales derivaron en la Revuelta de Ilinden el 3 de agosto de 1903.
Murió asesinado el 20 de abril de 1903 (jul.)/4 de mayo (greg.) en la localidad -actualmente abandonada- de Banitsa, en la región actual de Macedonia Central por las autoridades otomanas.

## Influencia
Existe una localidad búlgara de la provincia de Blagoevgrad llamada Gotse Delchev, en honor al revolucionario búlgaro. Delchev aparece también en la letra del himno nacional de Macedonia del Norte. Numerosas calles en Bulgaria y Macedonia del Norte también recibieron su nombre, y durante Yugoslavia, y una en Belgrado, rebautizada en 2016, en honor al mariscal soviético Fyodor Tolbukhin a sugerencia del ministro del Interior serbio, Nebojsa Stojanovic, porque Gotse Delchev fue el líder de una organización revolucionaria "pro-macedonia y anti-serbia" que consideraba a Macedonia como territorio étnicamente macedonio.